# Tony Gates
Anthony "Tony" Gates è un personaggio della serie televisiva E.R. - Medici in prima linea, interpretato da John Stamos.

## Storia del personaggio
Tony Gates viene introdotto nella dodicesima stagione della serie, come paramedico. In una delle sue prime apparizioni, Gates diventa amico di Neela, con cui collaborerà in seguito in altre occasioni. In un episodio Gates, rimasto ferito nell'esplosione di un palazzo, sarà soccorso proprio da Neela. Dalla tredicesima stagione, Gates diventerà uno dei personaggi fissi della serie, come tirocinante al County General Hospital, benché il suo atteggiamento ribelle ed i suoi metodi eterodossi lo metteranno spesso in situazione di contrasto con i suoi superiori e colleghi, in particolar modo con Luka Kovač, John Carter e Greg Pratt, che lo soprannomina "cowboy".
Nonostante Gates flirti spesso con Neela, almeno all'inizio non viene rivelato che ha una fidanzata (che poi diverrà anche convivente) di nome Meg, che ha a sua volta una figlia, Sarah, che è molto affezionata a Gates. Meg, che si preoccupa di pagare gli studi di Gates, era sposata con un amico di Gates, morto durante la guerra del golfo. Il rapporto fra Gates e Meg si interrompe bruscamente, quando la donna scopre la relazione dell'uomo con Neela. Gates tuttavia riuscirà a mantenere i contatti con Sarah, che pensa essere in realtà figlia sua, non dell'amico. In seguito Meg morirà per una overdose di medicinali, e Gates combatterà con i genitori di Meg per avere la custodia di Sarah.
Nella stagione successiva Gates e Ray Barnett diventeranno rivali per Neela, finché quest'ultima non deciderà di non stare con nessuno dei due (in seguito sceglierà Ray). Gates, dopo una breve relazione con una donna chiamata Julia, inizierà un rapporto con Samantha Taggart, inizialmente basato sulla reciproca intesa sessuale. Samantha, in seguito ad un incidente d'auto in cui viene coinvolto suo figlio Alex, interrompe la relazione con Gates, ritenendolo responsabile. Ciò nonostante le cose fra i due in seguito miglioreranno e nell'ultimo episodio della serie viene lasciato intendere che i due hanno buone possibilità di tornare insieme.